# Wing (Dakota du Nord)
Pour les articles homonymes, voir Wing.
La ville américaine de Wing est située dans le comté de Burleigh, dans l’État du Dakota du Nord. Lors du recensement de 2010, sa population s’élevait à 152 habitants. Wing fait partie de l’agglomération de Bismarck, la capitale de l’État.

## Histoire
Wing a été fondée en 1911.

## Démographie
| 1930 | 1940 | 1950 | 1960 | 1970 | 1980 |
| ---- | ---- | ---- | ---- | ---- | ---- |
| 237  | 235  | 312  | 303  | 223  | 220  |

| 1990 | 2000 | 2010 | - | - | - |
| ---- | ---- | ---- | - | - | - |
| 208  | 124  | 152  | - | - | - |

## Source
- (en) Cet article est partiellement ou en totalité issu de l’article de Wikipédia en anglais intitulé « Wing, North Dakota » (voir la liste des auteurs).